# Adam Hahn
Adam Hahn (ur. 18 września 1920, zm. 13 marca 2000 w Poznaniu) – polski architekt.

## Życiorys
W 1949 ukończył studia na Wydziale Architektury Szkoły Inżynierskiej w Poznaniu, a w 1964 na takim samym wydziale na Politechnice Wrocławskiej. Do 1951 zatrudniony Biurze Projektów i Studiów Budownictwa Osiedlowego ZOR. Potem przeszedł do poznańskiego Miastoprojektu, gdzie pozostawał do 1981.
Pochowany na Cmentarzu Junikowo w Poznaniu w dniu 18 marca 2000.

## Dzieła

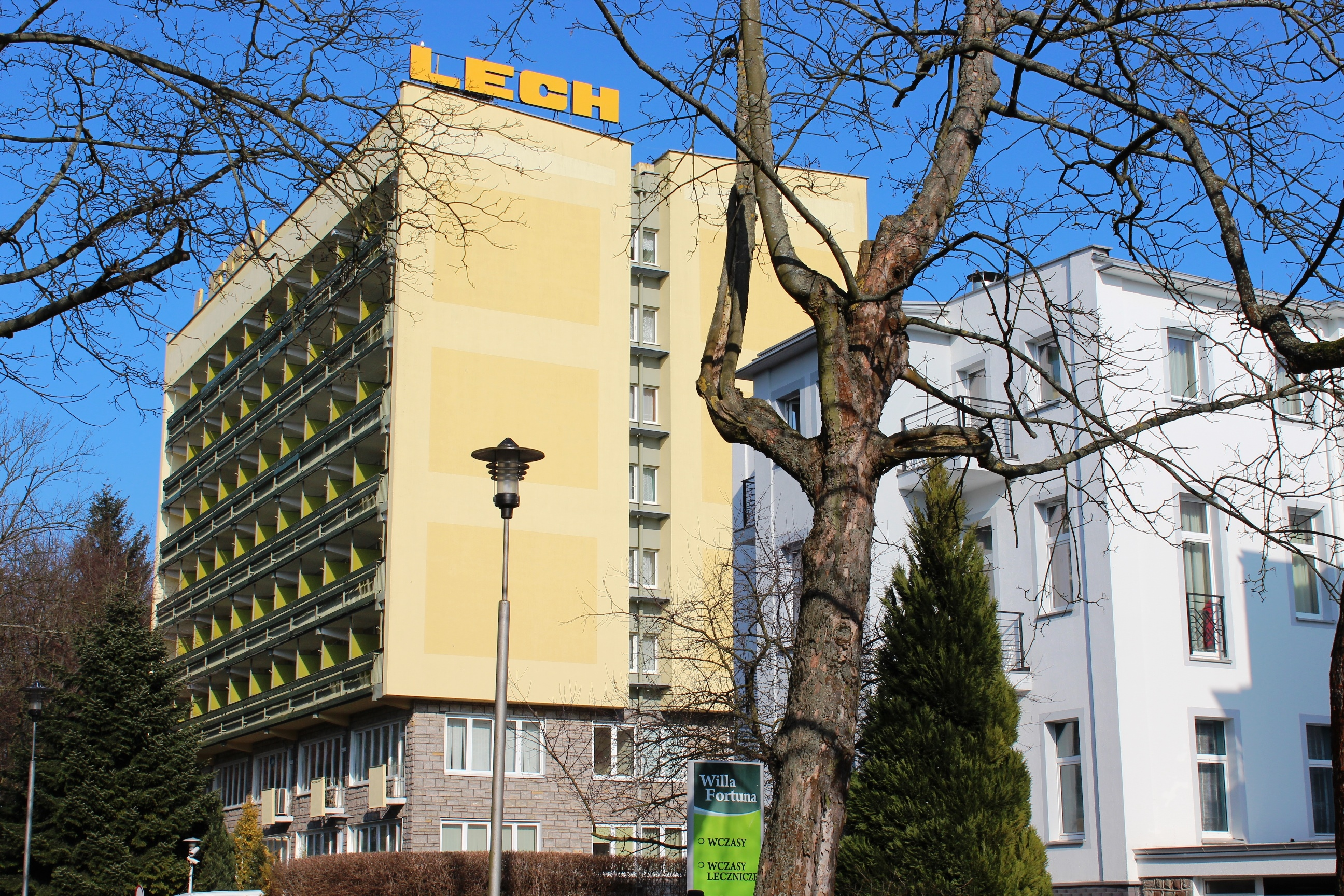
Sanatorium Lech (Kołobrzeg)

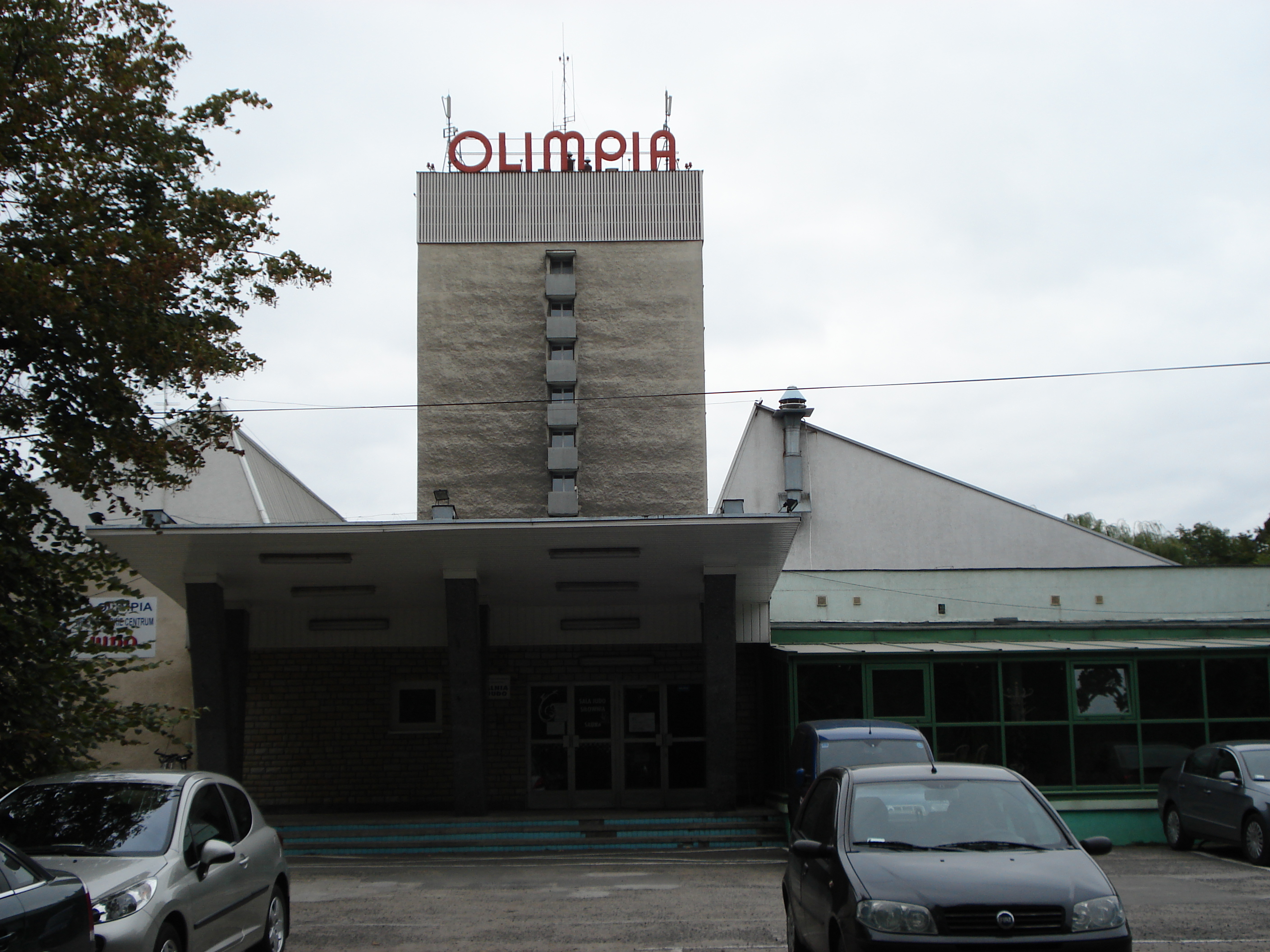
Hotel Olimpia (Poznań)

- budynek administracyjny przy pl. Cyryla Ratajskiego 6A w Poznaniu (po raz pierwszy w historycznym centrum miasta podniesiono tu wysokość zabudowy do pięciu i sześciu kondygnacji. W przeddzień wizyty Bolesława Bieruta w Poznaniu w 1952, zawaliła się ściana szczytowa tego budynku. Winnego natychmiast aresztowano, a śledztwo w tej sprawie ciągnęło się aż do Poznańskiego Czerwca w 1956, kiedy to podczas szturmu na areszt przy ul. Młyńskiej akta sprawy prawdopodobnie spalono),
- zespół administracyjny w Ostrowie Wielkopolskim,
- hotel Olimpia w Poznaniu (milicyjny),
- Oddział Chirurgii Dziecięcej szpitala w Koninie,
- sanatorium Lech w Kołobrzegu (członek zespołu projektowego),
- budynki mieszkalno-usługowe w Poznaniu i Czarnkowie (w zespole z Danutą Hahn)[2].